# Devs (série télévisée)
Pour les articles homonymes, voir Devs.
Devs est une mini-série américaine dramatique, de science-fiction et techno-thriller, créée, réalisée et écrite par Alex Garland et diffusée le 5 mars 2020 sur le service Hulu dans la sélection FX, et sur FX au Canada.
Cette série est inédite dans la plupart des pays francophones. Elle est diffusée en France par Canal+ avec 24 heures de décalage par rapport à sa diffusion en Amérique du Nord.

## Synopsis
Lily Chan, informaticienne chez Amaya, enquête sur le prétendu suicide de son petit-ami Sergueï, employé lui aussi par Amaya, et disparu le jour où il se rendait dans la mystérieuse branche de recherche Devs. Elle va se trouver confrontée au fondateur de la compagnie, Forest, et à ses étranges activités.

## Distribution

### Acteurs principaux
- Sonoya Mizuno : Lily Chan
- Nick Offerman : Forest
- Jin Ha : Jamie
- Zach Grenier : Kenton
- Cailee Spaeny : Lyndon
- Stephen Henderson : Stewart
- Karl Glusman : Sergei
- Alison Pill : Katie

### Acteur récurrent
- Janet Mock : la sénatrice Laine

## Épisodes
Les épisodes, sans titres, sont numérotés de un à huit.